# Tenencia de Miravet
La Tenencia de Miravet (Tinença de Mirabet en valenciano) es una comarca histórica de la provincia de Castellón que actualmente se encuentra integrada en la comarca de la Plana Alta. Formaban parte de esta comarca los municipios actuales de Benlloch, Cabanes, Oropesa del Mar, Puebla Tornesa, Sierra Engarcerán, Torreblanca, Vall d'Alba, y Villafamés. Aparece en el mapa de comarcas de Emili Beüt "Comarques naturals del Regne de València" publicado en el año 1934.